# Jazzin' for Blue Jean
Jazzin' for Blue Jean es una película breve de 21 minutos de duración con la actuación de David Bowie, que fue dirigida por Julien Temple. Fue filmada en 1984 para servir de promoción del tema de Bowie "Blue Jean" y fue editada en forma de un VHS simple.
La película cuenta las aventuras de Vic un muchacho socialmente incompetente (representado por Bowie) mientras intenta ganarse la atención de una hermosa joven, para lo cual le cuenta que conoce en forma personal a la estrella de rock favorita de ella, Screaming Lord Byron (que también es representado por Bowie).  Ella no le cree, y desafía a Vic para que le presente Screaming Lord Byron a ella.  Así convienen en una cita para concurrir a un concierto de Screaming Lord Byron, donde Vic intenta meterse entre bambalinas y convencer a Screaming de que luego del concierto se acerque a saludarlos.